# Aceite de cajeput

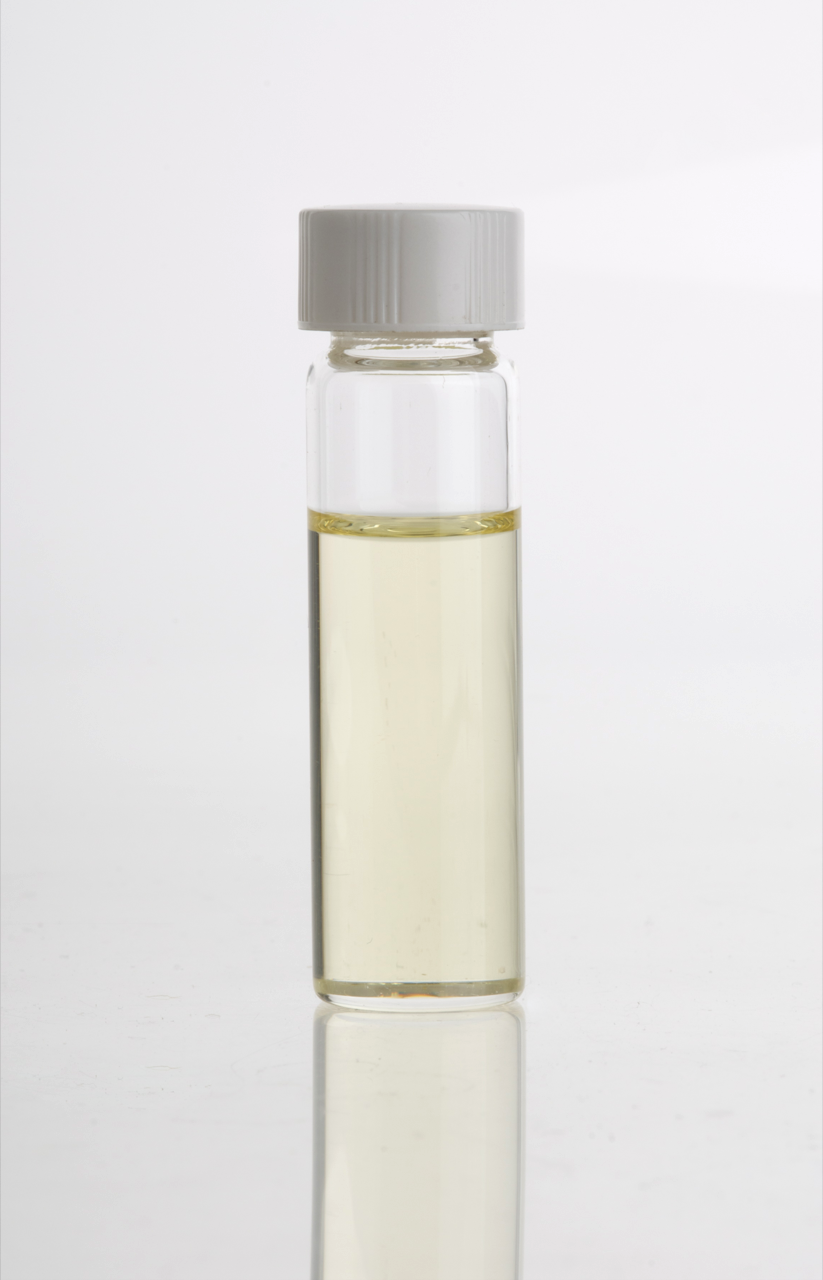
Aceite de cajeput en un vial de cristal transparente

Aceite de cajeput es un aceite volátil obtenido por destilación de las hojas del árbol de las mirtáceas,  Melaleuca leucadendra  y probablemente de otras especies de Melaleuca. Los árboles que producen el aceite se encuentran en todo el sudeste asiático marítimo y sobre las partes más calientes del continente australiano. La mayor parte del aceite se produce en la isla indonesia de Sulawesi. El nombre de "melaleuca" se deriva de su nombre indonesio, " Kayu Putih "o" madera blanca ".
El aceite se prepara a partir de hojas recolectadas en un día seco caluroso, maceradas en agua, y destiladas después de la fermentación por una noche. Este aceite es extremadamente picante, y tiene el olor de una mezcla de trementina y alcanfor. Se compone principalmente de cineol (ver terpenos), de la que el cajuputeno, tiene un olor como a jacinto, se puede obtener por destilación con pentóxido de fósforo. Es un aceite volátil típico, y se utiliza internamente de 2 a 3 dosis mínimas, para los mismos fines que, por ejemplo, el aceite de clavo. Se emplea con frecuencia externamente como un contrairritante. Es un ingrediente en algunos linimentos para músculos doloridos como Bálsamo del Tigre y la medicina tradicional indonesia Minyak Telón.
También se utiliza como ingrediente en inhalantes/descongestivos y remedios dolor / inflamación de actualidad, como Olbas Petróleo .

## Nota histórica
En octubre de 1832, mientras que en el puerto de Manila, el  cólera asiático o espasmódico de pronto hizo su aparición a bordo del USS Peacock (1828) . El primer caso fue en un marinero llamado Peterson, de sesenta y tres años. El cirujano administró seis granos de opio, en tres dosis; con síntomas en aumento del mal, quince gotas de aceite de melaleuca se les dio en el brandy y el agua, y se repitieron en media hora. Este tratamiento, sin embargo, al parecer no ayudó al paciente; Peterson murió cerca de once horas después de ser infectado, al igual que otras siete personas, de los efectos terribles y espantosos producidos por uno de los mayores flagelos que alguna vez visitaron el mundo.: p. 64 

## Para los peces
El aceite de Cajeput se utiliza para el tratamiento de infecciones bacterianas o fúngicas en los peces. Nombres de marcas comunes que contienen Cajeput son Melafix y Bettafix. Melafix es una concentración más fuerte y Bettafix es una concentración más baja que hace que sea más difícil la sobredosis en los peces más pequeños, especialmente los bettas. Se utiliza más comúnmente para promover la aleta de rebrote y el tejido, pero también es eficaz en el tratamiento de otras condiciones, como la putrefacción de la aleta o terciopelo. El remedio se utiliza sobre todo en los peces Betta.